# Phanerotoma humeralis
Phanerotoma humeralis är en stekelart som beskrevs av William Harris Ashmead 1894. Phanerotoma humeralis ingår i släktet Phanerotoma och familjen bracksteklar. Inga underarter finns listade i Catalogue of Life.